# Rira no ki
Rira no ki (リラの樹?) è il primo singolo della rock band visual kei giapponese Plastic Tree. È stato pubblicato il 25 settembre 1996 dall'etichetta indie GIO RECORDS.

## Tracce
Tutti i brani sono testo di Ryūtarō Arimura e musica di Tadashi Hasegawa.

Dopo il titolo è indicata fra parentesi "()" la grafia originale del titolo.
1. Rira no ki (リラの樹?) - 5:36
2. Angeldust (エンジェルダスト?) - 3:48
3. Sick (Sick?) - 5:18

## Altre presenze
- Angeldust:
  - 07/02/2001 - Planetarium
  - 05/09/2007 - B men gahō

## Formazione
- Ryūtarō Arimura - voce e seconda chitarra
- Akira Nakayama - chitarra e cori
- Tadashi Hasegawa - basso e cori
- TAKASHI - batteria